# متحف الخليفة
متحف الخليفة التراثي أحد متاحف المنطقة الشرقية شرق المملكة العربية السعودية، يقع المتحف في مدينة المبرز في محافظة الأحساء. يضم آلاف من القطع والمقتنيات التراثية و النادرة، وهو حاصل على ترخيص من الهيئة العامة للسياحة والآثار ، حاليآ مرخص من وزارة الثقافة قسم المتاحف 2023م . ويعتبر هذا المتحف من المتاحف النموذجية من حيث تنويع الأدوات والقطع التراثية وكذلك العرض المتحفي الممتاز .

## التأسيس
أسسه حسين علي عبد الله الخليفة.
في 1 يناير 2009، افتتح رئيس المجلس البلدي ورئيس بلدية محافظة الأحساء المهندس فهد بن محمد الجبير  وبحضور نائب رئيس المجلس البلدي الدكتور عبد العزيز البحراني وعضوي المجلس البلدي عبد المنعم الخليفة وسلمان الحجي  المتحف حسين علي الخليفة.
يقع المتحف في محافظة الاحساء على مساحة 2،500 متر مربع تقريبآ شاملة المبنى ، مواقف السيارات و الخدمات الخارجية ، يحتوي على 3 قاعات رئيسية و يضم مجموعة كبيرة من القطع التراثية المنوعة التي تمثل تراث المملكة عامة والأحساء خاصة.
سوق شعبي يتكون من 22 دكان للحرفيين والباعة ، كل دكان يحتوي على الأدوات والآلات ومواد البيعالتي تخص تلك الحرفة . قسم يضم البيت الأحسائي ويحتوي على غرفة العروس ، الحوي ، الموقد ، الدار، متحف شركة ارامكو السعودية ، متحف التعليم القديم بالأدوات والكراسات القديمة ، متحف ذكرياتالطفولة يضم الكثير من الألعاب التراثية، ركن الفلاح ،ركن البحار إضافة إلى ركن البادية ومجموعة منالتحف النادرة . 
يعتبر المتحف من المتاحف النموذجية من حيث تنويع الأدوات والقطع التراثية وكذلك العرض المتحفي الجميل.

## المحتويات
ويحوي مجموعة كبيرة من القطع التراثية بجميع أنواعها ووظائفها ومادتها والتي تمثل تراث المملكة عامة والاحساء خاصة .

## نشاطات
في يناير 2014، زار وفد من جامعة لومالندا الأمريكية وجامعة الدمام متحف الخليفة.
يعقد المتحف عدة نشاطات داخل وخارج المتحف منها:
- عقد جلسات تشاورية لتبادل الخبرات والتجارب مع أصحاب المتاحف الخاصة المرخصة بمحافظة الأحساء.[5]
- المشاركة في الدورات التدريبية الشهرية.
- حاز المتحف على عدة جوائز و دروع وشهادات شكر و تقدير ومنها جائزة التميز السياحي كأفضل تجربةفي متحف التي تمنحها هيئة السياحة والأثار وذالك لعامين على التوالي 2012 و 2013 م وجائزةجمعية الشحوح برأس الخيمة في دولة الامارات العربية المتحدة كأفضل متحف شخصي لعام 2016م .
- زيارات مدارس طلاب و طالبات
- تدريب طلاب الجامعات اثناء التطبيق كمرشدين سياحيين

## وصلات خارجية
- متحف الخليفة
- متحف الخليفة بالأحساء يستقبل وفداً أمريكياً
- رئيس بلدية الأحساء يفتتح متحف الخليفة